# Kodachrome

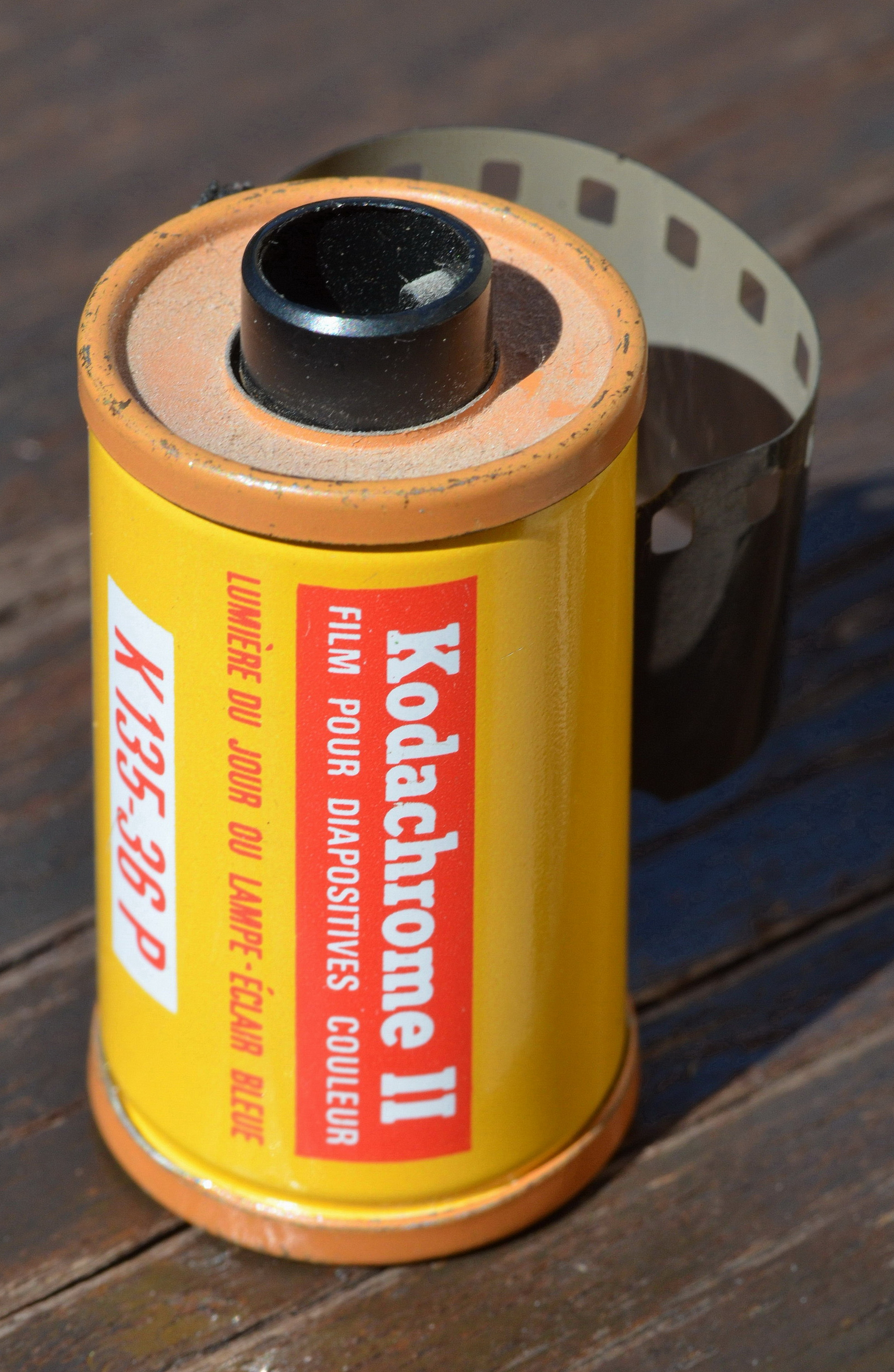
Kodachrome II

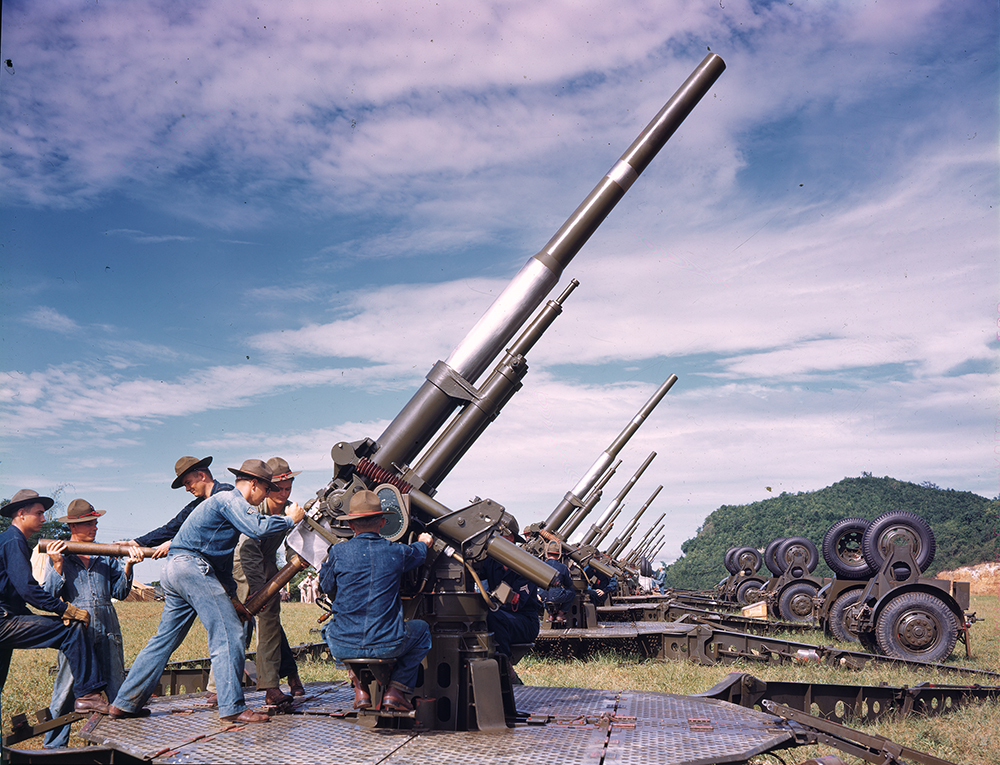
O exemplo da foto em cores Kodak Kodachrome (1939).

Kodachrome é a marca registrada de um filme diapositivo produzido comercialmente pela Kodak a partir de 1935. Desde então foi produzido em diversos formatos para fotografia e cinema (8mm, 16mm, 35mm). Atualmente, já não é produzido.
Kodachrome é reputado como um dos melhores filmes disponíveis, graças às suas qualidades de reprodução de cor e arquivamento.
O filme usa o processo de revelação K-14. Devido à complexidade desse processo, no máximo existiram 25 laboratórios em todo o mundo a revelarem este filme. O laboratório, Dwayne's Photo em Kansas, EUA ofereceu o serviço até ao final de 2010
A fotografia digital, popularizada a partir de 2000, trouxe uma diminuição da demanda por filmes fotográficos, que no caso do filmes coloridos Kodakchrome já se fazia sentir devido à evolução de produtos mais competitivos, como o Fujichrome e o Ektachrome, da própria Kodak, que usavam processos de revelação mais acessíveis, como o E-6. Por conta disso, no dia 22 de junho de 2009 a Kodak anunciou a interrupção da produção do Kodachrome.